# تشينج جي
تشينج جي (بالصينية: 郑洁) (مواليد 5 يوليو 1983 في تشنغدو، سيشوان). هي لاعبة كرة مضرب صينية مُحترفة.

## نهائيات الجراند سلام

### زوجي السيدات: 3 (2 بطلة, 1 وصيفة)
| اللقب  | السنة | البطولة           | السطح | الشريكة      | الخصوم                             | النتيجة            |
| ------ | ----- | ----------------- | ----- | ------------ | ---------------------------------- | ------------------ |
| بطلة   | 2006  | أستراليا المفتوحة | صلب   | يان زي       | ليزا ريموند سامانثا ستوسور         | 2–6, 7–6(9–7), 6–3 |
| البطلة | 2006  | ويمبلدون          | عشبي  | يان زي       | فيرخينيا روانو باسكوال باولا سوريس | 6–3, 3–6, 6–2      |
| وصيفة  | 2015  | أستراليا المفتوحة | صلب   | تشان ينغ جان | بيثيان ماتيك ساندز لوسي سافاروفا   | 4-6, 6-7(5–7)      |

## روابط خارجية
- تشينج جي على موقع رابطة محترفات التنس (الإنجليزية)
- تشينج جي على موقع الاتحاد الدولي لكرة المضرب (الإنجليزية)
- تشينج جي على موقع كأس بيلي جين كينغ (الإنجليزية)
- تشينج جي على موقع خلاصة التنس.كوم (الإنجليزية)
- تشينج جي على موقع أوليمبيديا (الإنجليزية)